# 2001 KY76
2001 KY76, também escrito como 2001 KY76, é um objeto transnetuniano (TNO) que está localizado no cinturão de Kuiper, uma região do Sistema Solar. Este objeto é classificado como um plutino, pois, o mesmo está em uma ressonância orbital de 2:3 com o planeta Netuno. O mesmo possui uma magnitude absoluta de 6,1 e tem um diâmetro com cerca de 265 km. O astrônomo Mike Brown lista este corpo celeste em sua página na internet como um candidato a possível planeta anão.

## Descoberta
2001 KY76 foi descoberto no dia 24 de maio de 2001 pelo astrônomo Marc W. Buie.

## Órbita
A órbita de 2001 KY76 tem uma excentricidade de 0,234 e possui um semieixo maior de 39,236 UA. O seu periélio leva o mesmo a uma distância de 30,052 UA em relação ao Sol e seu afélio a 48,421 UA.